# تاركو-سال
تاركو-سال (بالروسية: Тарко-Сале) هي إحدى مدن روسيا في الكيان الفدرالي الروسي أوكروغ يامالو-نينيتس الذاتية.